# Centre canadien de prévision des ouragans
Le Centre canadien de prévision des ouragans (CCPO) (anciennement Centre canadien de prévision d'ouragan) est une section du Centre des intempéries de la région de l'Atlantique du Service météorologique du Canada (SMC). Il est situé à Halifax (Nouvelle-Écosse) dans l'arrondissement de Dartmouth. Son rôle est de suivre le déplacement des tempêtes tropicales et ouragans qui se forment dans l'Atlantique nord et qui sont susceptibles d'entrer dans les eaux canadiennes, de prévoir leur déplacement et d'émettre des alertes météorologiques pour les secteurs menacés du Canada Atlantique. Il offre également une coordination avec les Centres de Montréal et Toronto lorsque les restants de ces tempêtes affecteront leurs zones de responsabilités.

## Historique
Chaque année, trois ou quatre tempêtes tropicales ou ouragans menacent le Canada ou ses eaux territoriales. En 1985, il avait été prévu que l'intense ouragan Gloria remonterait le long de la côte est de l'Amérique du Nord. Le directeur du National Hurricane Center avait déclaré que Gloria serait «la tempête du siècle!». La population de l'est du Canada fut fortement influencée par les prévisions dans les médias américains et s'attendaient à un autre ouragan Hazel (1954), l'ouragan qui a le plus marqué les Canadiens, ignorant les prévisions du centre régional du SMC. 
Gloria a effectivement causé des pluies abondantes et des vents forts sur l'ouest des Maritimes, mais ce ne fut pas la tempête que l'on redoutait. À la suite de la confusion suscitée par cet ouragan, Environnement Canada a décidé de créer son propre centre de prévision des ouragans et de le situer dans l'agglomération urbaine de Halifax-Dartmouth, la région la plus peuplée de la région de l'Atlantique où se trouvait déjà le Centre météorologique des Maritimes.

## Coopération
Le CCPO et le National Hurricane Centre de Miami se consultent de façon régulière pour établir la trajectoire et l'emplacement de toutes les tempêtes qui menacent le Canada. Le centre américain suit leur évolution depuis leur développement à l'équateur et émet les bulletins d'avertissements pour les eaux et territoires américains. Il continue de suivre l'évolution jusqu'à ce qu'ils deviennent extratropicaux. 
Le CCPO suit en parallèle leur trajectoire et évalue l'impact qu'ils pourraient avoir sur le territoire canadien. La zone de responsabilité du CCPO, limitée au sud par le prolongement de la frontière Canada-États-Unis, s'étend sur 200 milles dans les eaux canadiennes. 
Les deux centres utilisent les modèles de prévision numérique du temps les plus récents pour prédire la trajectoire qu'adoptera ces tempêtes. Le centre américain a dans ce domaine des modèles spécialisés dont il fait bénéficier le Canada, les pays des Antilles et de l'Amérique centrale ainsi que le Mexique.

## Autres fonctions
Outre ses fonctions de prévision, le CCPO fait des présentations sur les ouragans aux écoles, aux entreprises, aux médias et à d'autres organismes gouvernementaux. Il répond aussi aux demandes d'information sur les ouragans au Canada.